# نیروگاه تلمبه ذخیره‌ای بیلیانهه
نیروگاه تلمبه ذخیره‌ای بیلیانهه (به لاتین: Bailianhe Pumped Storage Power Station) یک نیروگاه ذخیره تلمبه‌ای در چین است که در هوبئی واقع شده‌است.